# The Ytse Jam
"The Ytse Jam" je treća pjesma s albuma When Dream and Day Unite (izdan 1989. godine) američkog progresivnog metal sastava Dream Theater. Osim na studijskom izdanju, pjesma je još nalazi na uživo izdanju Once in a LIVEtime, EP izdanju Live at the Marquee i DVD video izdanju Images and Words: Live in Tokyo. Isječak pjesme može se čuti i u skladbi "Instrumedley" s uživo izdanja Live at Budokan.
"Ytse Jam" je riječ Majesty (prvotno ime sastava) čitana s desna na lijevo. Pjesma je jedna od poznatijih instrumentalnih skladbi sastava, u kojoj svi članovi pokazuju svoju virtuoznost svirajući solo dionice na svojim instrumentima. Skladba je veoma hvaljena među kritičarima, a neki je smatraju i najprogresivnijom skladbom na albumu. Robert Taylor, kritičar internestske stranice All Music, smatra kako je skladba inspirirana pjesmom "YYZ" progresivnog rock sastava Rush.

## Izvođači
- John Petrucci – električna gitara
- John Myung – bas-gitara
- Mike Portnoy – bubnjevi
- Kevin Moore – klavijature